# مژدورچیه (شهرستان لوکتفسکی، سرزمین آلتای)
مژدورچیه (به لاتین: Mezhdurechye) یک منطقهٔ مسکونی در روسیه است که در سرزمین آلتای واقع شده‌است.